# 크리스틴 민터
크리스틴 민터(Kristin Minter, 1965년 11월 22일 ~ )는 미국의 배우이다.
마이애미에서 태어났다.

## 출연 작품
- 파이어 시티: 엔드 오브 데이즈 (2015년)
- 허니글루 (2015년)
- 질투: 복수의 화신 (2015년) - 니나 역
- 이트 스피릿 이트 (2013년) - 빌 역
- 왓 이프... (2010년) - 신시아 역
- 데드 인 러브 (2009년)
- 돈 많은 친구들 (2006년)
- 브레드, 마이 스위트 (2001년) - 루카 역
- 아메리칸 버진 (2000년)
- 틱 톡 (2000년)
- G Vs E (1999년)
- 티론 (1999년)
- 엔젤 엑소시스트 (1998년)
- 사랑 이야기 (1996년)
- 야수 인간 세비지 (1995, Savage)
- 다니엘 스틸 - 가족 앨범 (1994년)
- 사랑하는 녀석들 (1994년)
- 플래시파이어 (1993년)
- 사랑과 음악 (1991년)
- 나 홀로 집에 (1990년) - 헤더 매콜리스터 역

### 텔레비전
- ER (1995-2003)
- The Outsiders (1990)